# Langstaartsnijdervogel
De langstaartsnijdervogel (Orthotomus sutorius) is een zangvogel uit de familie Cisticolidae.

## Kenmerken
De lichaamslengte van het mannetje bedraagt ongeveer 17 cm, waarvan de staart meer dan de helft inneemt. Het wijfje is veel kleiner.

## Verspreiding en leefgebied
Deze soort komt wijdverspreid voor in het zuidelijke deel van Azië en telt negen ondersoorten:
- O. s. guzuratus: van Pakistan tot centraal en zuidelijk India.
- O. s. patia: van de centrale en oostelijke Himalaya tot westelijk Myanmar.
- O. s. luteus: noordoostelijk India.
- O. s. inexpectatus: van oostelijk Myanmar en zuidelijk China tot noordelijk Laos en noordelijk Vietnam.
- O. s. longicauda: zuidoostelijk China en noordelijk Vietnam.
- O. s. maculicollis: zuidoostelijk Myanmar, Maleisië en zuidelijk Indochina.
- O. s. edela: Java.
- O. s. fernandonis: de hooglanden van Sri Lanka.
- O. s. sutorius: de laaglanden van Sri Lanka.

## Status
De grootte van de populatie is niet gekwantificeerd maar de soort wordt omschreven als algemeen. Op de Rode lijst van de IUCN heeft deze soort de status niet bedreigd.